# Liste der Nummer-eins-Hits in Japan (1995)
Die Liste der japanischen Nummer-eins-Hits enthält die Daten vom 1. Januar bis zum 31. Dezember 1995. Die letzte Woche im Jahr fällt mit der ersten Woche des neuen Jahres zusammen. Angegeben sind die Verkaufszahlen der jeweiligen Nummer eins in ihrer Woche. Alle Angaben basieren auf den offiziellen japanischen Charts von Oricon.

## Singles
| ← 1994 ← | Liste der Nummer-eins-Hits in Japan | Liste der Nummer-eins-Hits in Japan | Liste der Nummer-eins-Hits in Japan                | 1996 →                    |
| \| Zeitraum \| Wo. ges. \| Interpret \| Titel Autor(en) \| Zusätzliche Informationen \| \| (Zeitraum, Wochen auf Platz eins, Interpret, Titel, Autor[en], zusätzliche Informationen) \| \| \| \| \| \| ----------------------------------------------------------------------------------------- \| -------- \| ----------------------------- \| -------------------------------------------------- \| ------------------------- \| \| 26. Dezember 1994 – 1. Januar 1995 1 Woche \| 1 \| Mr. Children \| everybody goes \| – \| \| 2. Januar 1995 – 15. Januar 1995 2 Wochen \| 2 \| SMAP \| Tabun Alright \| – \| \| 16. Januar 1995 – 22. Januar 1995 1 Woche \| 1 \| ASKA \| Seiten o homeru nara yūgure o mate \| – \| \| 23. Januar 1995 – 5. Februar 1995 2 Wochen \| 2 \| trf \| CRAZY GONNA CRAZY \| – \| \| 6. Februar 1995 – 12. Februar 1995 1 Woche \| 1 \| Keisuke Kuwata & Mr. Children \| Kiseki no chikyū \| – \| \| 13. Februar 1995 – 19. Februar 1995 1 Woche \| 1 \| trf \| masquerade \| – \| \| 20. Februar 1995 – 26. Februar 1995 1 Woche \| 1 \| Masaharu Fukuyama \| HELLO \| – \| \| 27. Februar 1995 – 5. März 1995 1 Woche \| 1 \| Wands \| Secret Night \| – \| \| 6. März 1995 – 12. März 1995 1 Woche \| 1 \| Maki Ōguro \| La La La \| – \| \| 13. März 1995 – 19. März 1995 1 Woche \| 1 \| SMAP \| KANSHA shite \| – \| \| 20. März 1995 – 26. März 1995 1 Woche \| 1 \| trf \| Overnight Sensation \| – \| \| 27. März 1995 – 14. Mai 1995 7 Wochen \| 7 \| H Jungle with t \| WOW WAR TONIGHT \| – \| \| 15. Mai 1995 – 21. Mai 1995 1 Woche \| 1 \| L⇔R \| KNOCKIN' ON YOUR DOOR \| – \| \| 22. Mai 1995 – 4. Juni 1995 2 Wochen \| 2 \| Mr. Children \| es \| – \| \| 5. Juni 1995 – 11. Juni 1995 1 Woche \| 1 \| Miyuki Nakajima \| Tabibito no uta \| – \| \| 12. Juni 1995 – 18. Juni 1995 1 Woche (insgesamt 2) \| 2 \| B’z \| Negai \| – \| \| 19. Juni 1995 – 25. Juni 1995 1 Woche \| 1 \| SMAP \| Shiyō yo \| – \| \| 26. Juni 1995 – 2. Juli 1995 1 Woche (insgesamt 2) \| 2 \| B’z \| Shiyō yo \| – \| \| 3. Juli 1995 – 9. Juli 1995 1 Woche \| 1 \| DEEN \| Mirai no tame ni \| – \| \| 10. Juli 1995 – 16. Juli 1995 1 Woche \| 1 \| Mayo Okamoto \| TOMORROW \| – \| \| 17. Juli 1995 – 30. Juli 1995 2 Wochen \| 2 \| B’z \| love me, I love you \| – \| \| 31. Juli 1995 – 6. August 1995 1 Woche \| 1 \| Southern All Stars \| Anata dake o \| – \| \| 7. August 1995 – 13. August 1995 1 Woche \| 1 \| Dreams Come True \| LOVE LOVE LOVE/Arashi ga kuru \| – \| \| 14. August 1995 – 20. August 1995 1 Woche \| 1 \| X Japan \| Longing \| – \| \| 21. August 1995 – 10. September 1995 3 Wochen \| 3 \| Mr. Children \| Seesaw Game \| – \| \| 11. September 1995 – 17. September 1995 1 Woche \| 1 \| Zard \| Sayonara wa ima mo kono mune ni imasu \| – \| \| 18. September 1995 – 24. September 1995 1 Woche \| 1 \| SMAP \| Donna ii koto \| – \| \| 25. September 1995 – 8. Oktober 1995 2 Wochen \| 2 \| My Little Lover \| Hello, Again \| – \| \| 9. Oktober 1995 – 15. Oktober 1995 1 Woche \| 1 \| Globe \| Joy to the love (globe) \| – \| \| 16. Oktober 1995 – 22. Oktober 1995 1 Woche \| 1 \| Masaharu Fukuyama \| Message/Ima kono hitotoki ga tōi yume no yō ni \| – \| \| 23. Oktober 1995 – 29. Oktober 1995 1 Woche \| 1 \| B’z \| LOVE PHANTOM \| – \| \| 30. Oktober 1995 – 5. November 1995 1 Woche \| 1 \| Tomoyasu Hotei \| Thrill \| – \| \| 4. November 1995 – 12. November 1995 2 Wochen \| 2 \| Dreams Come True \| ROMANCE/Ie ni kaero \| – \| \| 13. November 1995 – 19. November 1995 1 Woche \| 1 \| SMAP \| Oretachi ni asu wa aru \| – \| \| 20. November 1995 – 3. Dezember 1995 2 Wochen \| 2 \| Luna Sea \| DESIRE \| – \| \| 4. Dezember 1995 – 17. Dezember 1995 2 Wochen \| 2 \| Céline Dion \| To Love You More David Foster, Edgar Bronfman, Jr. \| – \| \| 18. Dezember 1995 – 24. Dezember 1995 1 Woche \| 1 \| Namie Amuro \| Chase the Chance \| – \| \| 25. Dezember 1995 – 14. Januar 1996 3 Wochen (insgesamt 5) \| 5 \| Céline Dion \| To Love You More David Foster, Edgar Bronfman, Jr. \| – \| |                                     |                                     |                                                    |                           |
| ← 1994 |                                     |                                     |                                                    | → 1996 →                  |
| Zeitraum | Wo. ges.                            | Interpret                           | Titel Autor(en)                                    | Zusätzliche Informationen |
| (Zeitraum, Wochen auf Platz eins, Interpret, Titel, Autor[en], zusätzliche Informationen) |                                     |                                     |                                                    |                           |
| 26. Dezember 1994 – 1. Januar 1995 1 Woche | 1                                   | Mr. Children                        | everybody goes                                     | –                         |
| 2. Januar 1995 – 15. Januar 1995 2 Wochen | 2                                   | SMAP                                | Tabun Alright                                      | –                         |
| 16. Januar 1995 – 22. Januar 1995 1 Woche | 1                                   | ASKA                                | Seiten o homeru nara yūgure o mate                 | –                         |
| 23. Januar 1995 – 5. Februar 1995 2 Wochen | 2                                   | trf                                 | CRAZY GONNA CRAZY                                  | –                         |
| 6. Februar 1995 – 12. Februar 1995 1 Woche | 1                                   | Keisuke Kuwata & Mr. Children       | Kiseki no chikyū                                   | –                         |
| 13. Februar 1995 – 19. Februar 1995 1 Woche | 1                                   | trf                                 | masquerade                                         | –                         |
| 20. Februar 1995 – 26. Februar 1995 1 Woche | 1                                   | Masaharu Fukuyama                   | HELLO                                              | –                         |
| 27. Februar 1995 – 5. März 1995 1 Woche | 1                                   | Wands                               | Secret Night                                       | –                         |
| 6. März 1995 – 12. März 1995 1 Woche | 1                                   | Maki Ōguro                          | La La La                                           | –                         |
| 13. März 1995 – 19. März 1995 1 Woche | 1                                   | SMAP                                | KANSHA shite                                       | –                         |
| 20. März 1995 – 26. März 1995 1 Woche | 1                                   | trf                                 | Overnight Sensation                                | –                         |
| 27. März 1995 – 14. Mai 1995 7 Wochen | 7                                   | H Jungle with t                     | WOW WAR TONIGHT                                    | –                         |
| 15. Mai 1995 – 21. Mai 1995 1 Woche | 1                                   | L⇔R                                 | KNOCKIN' ON YOUR DOOR                              | –                         |
| 22. Mai 1995 – 4. Juni 1995 2 Wochen | 2                                   | Mr. Children                        | es                                                 | –                         |
| 5. Juni 1995 – 11. Juni 1995 1 Woche | 1                                   | Miyuki Nakajima                     | Tabibito no uta                                    | –                         |
| 12. Juni 1995 – 18. Juni 1995 1 Woche (insgesamt 2) | 2                                   | B’z                                 | Negai                                              | –                         |
| 19. Juni 1995 – 25. Juni 1995 1 Woche | 1                                   | SMAP                                | Shiyō yo                                           | –                         |
| 26. Juni 1995 – 2. Juli 1995 1 Woche (insgesamt 2) | 2                                   | B’z                                 | Shiyō yo                                           | –                         |
| 3. Juli 1995 – 9. Juli 1995 1 Woche | 1                                   | DEEN                                | Mirai no tame ni                                   | –                         |
| 10. Juli 1995 – 16. Juli 1995 1 Woche | 1                                   | Mayo Okamoto                        | TOMORROW                                           | –                         |
| 17. Juli 1995 – 30. Juli 1995 2 Wochen | 2                                   | B’z                                 | love me, I love you                                | –                         |
| 31. Juli 1995 – 6. August 1995 1 Woche | 1                                   | Southern All Stars                  | Anata dake o                                       | –                         |
| 7. August 1995 – 13. August 1995 1 Woche | 1                                   | Dreams Come True                    | LOVE LOVE LOVE/Arashi ga kuru                      | –                         |
| 14. August 1995 – 20. August 1995 1 Woche | 1                                   | X Japan                             | Longing                                            | –                         |
| 21. August 1995 – 10. September 1995 3 Wochen | 3                                   | Mr. Children                        | Seesaw Game                                        | –                         |
| 11. September 1995 – 17. September 1995 1 Woche | 1                                   | Zard                                | Sayonara wa ima mo kono mune ni imasu              | –                         |
| 18. September 1995 – 24. September 1995 1 Woche | 1                                   | SMAP                                | Donna ii koto                                      | –                         |
| 25. September 1995 – 8. Oktober 1995 2 Wochen | 2                                   | My Little Lover                     | Hello, Again                                       | –                         |
| 9. Oktober 1995 – 15. Oktober 1995 1 Woche | 1                                   | Globe                               | Joy to the love (globe)                            | –                         |
| 16. Oktober 1995 – 22. Oktober 1995 1 Woche | 1                                   | Masaharu Fukuyama                   | Message/Ima kono hitotoki ga tōi yume no yō ni     | –                         |
| 23. Oktober 1995 – 29. Oktober 1995 1 Woche | 1                                   | B’z                                 | LOVE PHANTOM                                       | –                         |
| 30. Oktober 1995 – 5. November 1995 1 Woche | 1                                   | Tomoyasu Hotei                      | Thrill                                             | –                         |
| 4. November 1995 – 12. November 1995 2 Wochen | 2                                   | Dreams Come True                    | ROMANCE/Ie ni kaero                                | –                         |
| 13. November 1995 – 19. November 1995 1 Woche | 1                                   | SMAP                                | Oretachi ni asu wa aru                             | –                         |
| 20. November 1995 – 3. Dezember 1995 2 Wochen | 2                                   | Luna Sea                            | DESIRE                                             | –                         |
| 4. Dezember 1995 – 17. Dezember 1995 2 Wochen | 2                                   | Céline Dion                         | To Love You More David Foster, Edgar Bronfman, Jr. | –                         |
| 18. Dezember 1995 – 24. Dezember 1995 1 Woche | 1                                   | Namie Amuro                         | Chase the Chance                                   | –                         |
| 25. Dezember 1995 – 14. Januar 1996 3 Wochen (insgesamt 5) | 5                                   | Céline Dion                         | To Love You More David Foster, Edgar Bronfman, Jr. | –                         |